# Зимни олимпийски игри 1976
Дванадесетите зимни олимпийски игри се провеждат в Инсбрук, Австрия, от 4 до 15 февруари 1976 г. Другите градове, кандидатирали се за домакинство, са Сион, Тампере, Ванкувър, Гранада, Лейк Плесид и Шамони.
Първоначално игрите е трябвало да се проведат в Денвър, но жителите на американския град отказват да бъдат домакини след референдум, породен от утрояването на разходите спрямо планираните. 62% от жителите на града гласуват против провеждането на Игрите. Ванкувър също е сред кандидатите, но смяна на правителството на Канада прави провеждането на Олимпиадата там невъзможно. 
Това е втората зимна олимпиада, която се провежда в Инсбрук след тази от 1964 година.  Поради този случай на церемонията по откриването са запалени два олимпийски огъня – един за 1964 и един за 1976 г.
Голямо внимание е обърнато върху охраната и сигурността на олимпийските игри. Причината е мюнхенското клане от 1972 г. 
Игрите повтарят дотогава рекордния брой страни участници от Олимпиадата в Гренобъл през 1968 година. Международният олимпийски комитет намалява усилията си в борбата с комерсиализацията на спорта. Въпреки това националните отбори по хокей на Канада и Швеция не вземат участие, защото първенствата им имат професионален статут. 
За първи път на олимпийски игри състезателите използват пластмасови ски и аеродинамично облекло, а кънкьорите носят цели костюми. 
Ски бегачката Галина Кулакова е първата спортистка, заловена за употреба на допинг на зимни олимпийски игри. Въпреки че бронзовият медал от състезанието на 5 км ѝ е отнет, на нея ѝ е позволено да участва в останалите дисциплини.  С допинг е хванат и капитанът на чехословашкия отбор по хокей на лед Франтишек Поспишил – вторият случай на хванат с допинг спортист. 

## Рекорди
- Германката Рози Митермайер печели две от трите алпийски дисциплини – спускане и слалом.
- При мъжете спускането печели Франц Кламер от Австрия, в гигантския слалом първи е Хейни Хеми от Швейцария, в слалома – Пиеро Грос от Италия.
- В гигантския слалом Ингемар Стенмарк от Швеция взема бронзов медал, това е първият олимпийски медал на превърналия се в легенда швед.
- В слалома сребърен медал взема Густаво Тьони от Италия – последният олимпийски медал на легендарния италианец.
- Хокейният отбор на СССР печели за четвърти пореден път олимпийското злато. [1]

## Медали
| Място | Държава   | Злато | Сребро | Бронз | Общо |
| 1     | СССР      | 13    | 6      | 8     | 27   |
| 2     | ГДР       | 7     | 5      | 7     | 19   |
| 3     | САЩ       | 3     | 3      | 1     | 7    |
| 4     | Норвегия  | 3     | 3      | 1     | 7    |
| 5     | ФРГ       | 2     | 5      | 3     | 10   |
| 6     | Финландия | 2     | 4      | 1     | 7    |
| 7     | Австрия   | 2     | 2      | 2     | 6    |
| 8     | Швейцария | 1     | 3      | 1     | 5    |
| 9     | Холандия  | 1     | 2      | 3     | 6    |
| 10    | Италия    | 1     | 2      | 1     | 4    |

## Българско участие
България участва с голяма делегация, но постига посредствени резултати.
За първи път България участва в повече от един спорт, като дебютира в хокея на лед и биатлона и участва в алпийските ски. 

### Ски алпийски дисциплини
Петър Попангелов печели 26-ото място в дисциплината гигантски слалом, а Сашо Диков отпада във втория манш на слалома.  Освен тях участват и Иван Пенев и Георги Кочов.

### Ски бягане
Иван Лебанов участва на първите си олимпийски игри и завършва на 24-то място на 15 километровата дистанция.  Освен него участват Любомир Тосков, Петър Панков и Христо Бързанов.

### Биатлон
В биатлона участват Христо Маджаров и Илия Тодоров, които завършват на 32-ро и 43-то място от 52 стартирали. 

### Хокей на лед
Българският национален отбор по хокей на лед дебютира на зимни олимпийски игри и губи всичките си пет мача. 

## Дисциплини
На тази олимпиада дебютират танцовите двойки във фигурното пързаляне. 
| - Бобслей - Хокей на лед - Фигурно пързаляне - Ски бягане - Пързаляне с едноместна шейна | - Бързо пързаляне с кънки - Северна комбинация - Ски скокове - Ски алпийски дисциплини - Биатлон |